# سفارة النرويج في بلغاريا
سفارة النرويج في بلغاريا هي أرفع تمثيل دبلوماسي لدولة النرويج لدى بلغاريا. تقع السفارة في Stolichna Municipality ‏ وهي تهدف لتعزيز المصالح النرويجية في بلغاريا.

## وصلات خارجية
- قائمة سفارات النرويج
- قائمة السفارات في بلغاريا